# In Concert with The London Symphony Orchestra
In Concert with the London Symphony Orchestra es un álbum doble en directo de Deep Purple con la Orquesta Sinfónica de Londres, lanzado a fines de 1999.
El material fue grabado durante los conciertos ofrecidos el 25 y 26 de septiembre de 1999 en el Royal Albert Hall londinense, a raíz del deseo de Jon Lord de recrear el "Concerto for Group and Orchestra" (1969), a 30 años de su realización.
El Concerto propiamente dicho aparece acompañado de canciones variadas de Deep Purple, e incluso rarezas, como "Pictured Within" (del álbum homónimo de Lord en solitario), "Via Miami" (del proyecto Gillan & Glover de 1988), o "Sitting in a Dream" y "Love Is All" (temas del LP de 1974 "The Butterfly Ball", de Glover), con Ronnie James Dio como invitado especial.
A diferencia del Concerto de 1969, que contó con la Royal Philharmonic Orchestra, bajo la batuta de Malcolm Arnold, la orquesta elegida para esta ocasión fue la Sinfónica de Londres, dirigida por Paul Mann.
Un video de este material también fue editado bajo el mismo nombre, mientras que en 2007 se reeditó como CD + DVD, aunque el CD presenta una versión abreviada del álbum original.

## Lista de canciones
CD 1
1. "Pictured Within" (Jon Lord) – 8:38
2. "Wait a While" (Lord, Sam Brown) – 6:44
3. "Sitting in a Dream" (Roger Glover) – 4:01
4. "Love Is All" (Glover, Eddie Hardin) – 4:40
5. "Via Miami" (Ian Gillan, Roger Glover) – 4:51
6. "That's Why God Is Singing the Blues" (Dave Corbett) – 4:02
7. "Take It off the Top" (Steve Morse) – 4:43
8. "Wring That Neck" (Ritchie Blackmore, Nick Simper, Lord, Ian Paice) – 4:38
9. "Pictures of Home" (Gillan, Blackmore, Glover, Lord, Paice) – 9:56

CD 2
1. "Concerto for Group and Orchestra, Mov. 1" (Lord) – 17:03
2. "Concerto for Group and Orchestra, Mov. 2" (Gillan, Lord) – 19:43
3. "Concerto for Group and Orchestra, Mov. 3" (Lord) – 13:28
4. "Ted the Mechanic" (Gillan, Morse, Glover, Lord, Paice) – 4:50
5. "Watching the Sky" (Gillan, Morse, Glover, Lord, Paice) – 5:38
6. "Sometimes I Feel Like Screaming" (Gillan, Morse, Glover, Lord, Paice) – 7:44
7. "Smoke on the Water" (Gillan, Blackmore, Glover, Lord, Paice) – 6:43

## Personal
- Jon Lord - teclados, idea integral
- Ian Gillan - voz
- Steve Morse - guitarra
- Roger Glover - bajo
- Ian Paice - batería

Con
- Orquesta Sinfónica de Londres (Paul Mann, director)

Invitados
- Aitch McRobbie, Margo Buchanan, Pete Brown - voces adicionales
- Mario Argandona - voces adicionales, percusión
- Sam Brown - voz en "Wait A While"
- Miller Anderson - voz en "Pictured Within"
- Ronnie James Dio - voz en "Sitting in a Dream" & "Love Is All"
- Graham Preskett - violín en "Love Is All"
- Steve Morris - guitarra en "That's Why God Is Singing the Blues"
- Eddie Hardin - piano en "Love Is All"
- Annie Whitehead - trombón
- Paul Spong, Roddy Lorime - trompeta, flugelhorn
- Simon C. Clarke - barítono, saxo alto, flauta
- Tim Sanders - tenor, saxo soprano
- Dave LaRue - bajo
- Van Romaine - batería